# Pigeon des lauriers
Columba junoniae
Espèce
Statut de conservation UICN

 NT  : Quasi menacé
Le Pigeon des lauriers (Columba junoniae) est une espèce d'oiseaux de la famille des columbidés. C'est une espèce endémique des îles Canaries.
Il est le symbole animal de l'île de La Gomera.

## Description

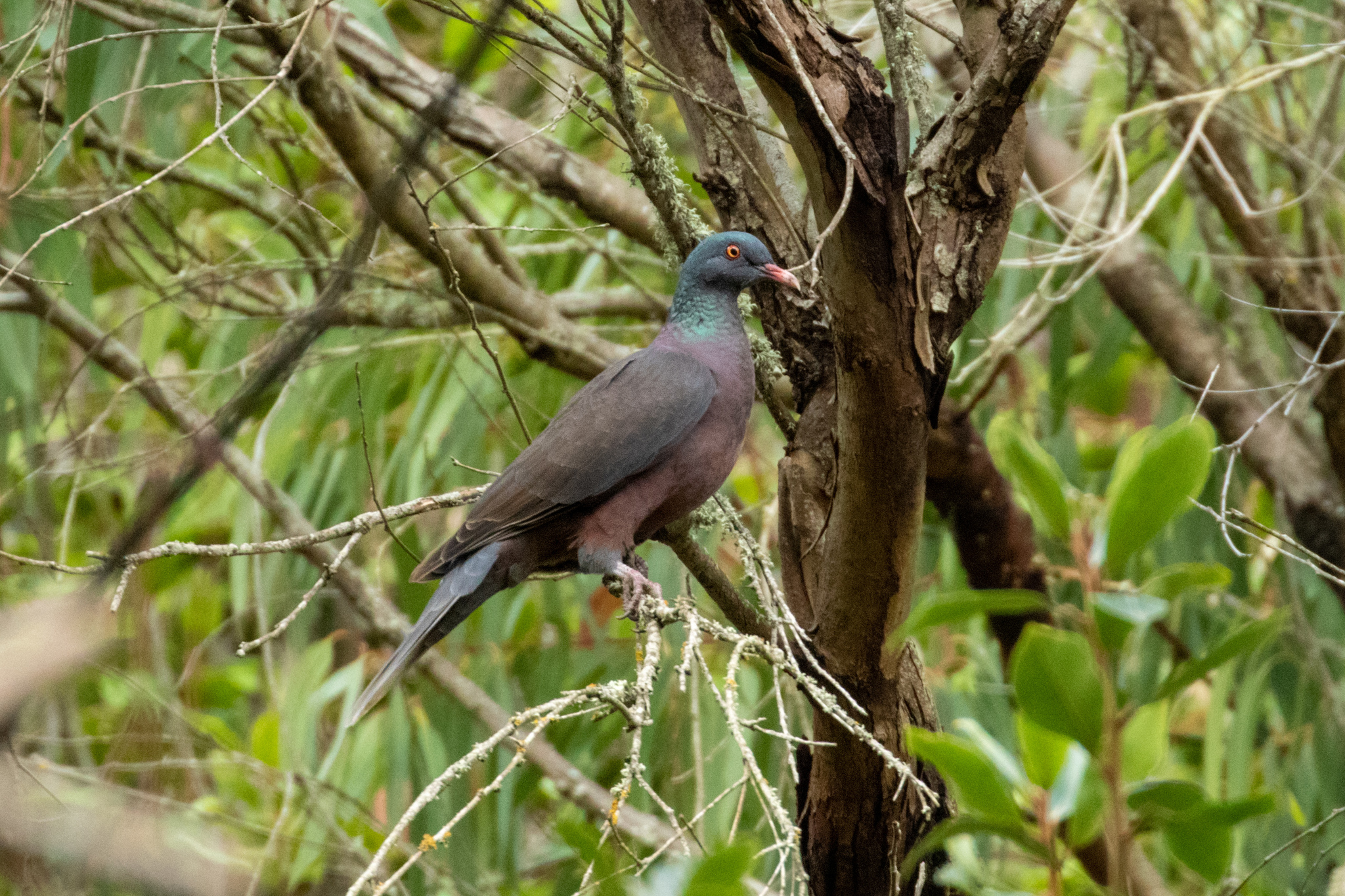

Le pigeon laurier est un oiseau brun foncé et gris de 40 cm, Il ressemble au pigeon ramier mais est plus foncé. Les parties inférieures sont rougeâtres et la queue est gris pâle avec une large bande terminale blanchâtre. Le bec est rose avec une pointe blanche et l’œil est de couleur orange.
Rare nicheur résident dans les forêts de lauriers de montagne et de pins des Canaries, le pigeon laurier construit un nid de branches dans un arbre où il pond un œuf blanc.
Le vol est rapide et effectué par des battements réguliers. Souvent, l’oiseau s’envole avec un bruit sourd.
Le roucoulement est un "hoquet rauque".

## Distribution
Le Pigeon des lauriers est une espèce endémique qui peuple la partie ouest des îles Canaries : El Hierro, La Palma, La Gomera et Tenerife, vivant exclusivement dans les laurisylves (forêts reliques de lauriers) et les forêts de pins.   

## Population
En 2012, il est estimé qu'il existe entre 1 000 et 2 500 couples reproducteurs de pigeons des lauriers, soit de 3 000 à 7 000 individus.